# گرویش
گرویش (به آلمانی: Gerwisch) یک منطقهٔ مسکونی در آلمان است که در بیدریتس واقع شده‌است. گرویش  ۲٬۶۵۱ نفر جمعیت دارد.